# Rok Hanžič
Rok Hanžič, slovenski nogometaš in trener, * 6. april 1981, Ljubljana.
Hanžič je nekdanji profesionalni nogometaš, ki je igral na položaju branilca. Celotno kariero je igral za slovenske klube Factor oz. Interblock, Ljubljano, Svobodo in Domžale. Skupno je v prvi slovenski ligi odigral 154 tekem in dosegel šest golov. Z Domžalami je v sezoni 2007/08 osvojil naslov slovenskega državnega prvaka. Bil je tudi član slovenske reprezentance do 16 in 21 let. Leta 2021 je kot glavni trener vodil Radomlje.